# Duca-d’Aosta-Klasse
Die Duca-d’Aosta-Klasse war eine Klasse von zwei Leichten Kreuzern  der Königlich Italienischen Marine, die Mitte der 1930er Jahre gebaut wurde und im Zweiten Weltkrieg und teilweise danach zum Einsatz kamen.

## Geschichte
Diese beiden 1936 in Dienst gestellten Schiffe stellten eine erhebliche Verbesserung der ersten drei Condottieri-Klassen dar. Sie zeichneten sich durch ihre hohe Geschwindigkeit aus, wobei besonders bei der Montecuccoli-Klasse und bei der Aosta-Klasse die Panzerung im Vergleich zu den beiden Vorgängerklassen wesentlich verbessert wurde. Diesen Trend führte man auch bei der folgenden Duca-degli-Abruzzi-Klasse weiter.

## Einheiten
| Name                            | Bauwerft                       | Kiellegung       | Stapellauf     | Indienststellung | Verbleib |
| ------------------------------- | ------------------------------ | ---------------- | -------------- | ---------------- | --- |
| Emanuele Filiberto Duca d’Aosta | Odero-Terni-Orlando, La Spezia | 29. Oktober 1932 | 22. April 1934 | 13. Juli 1935    | Sie nahm im Zweiten Weltkrieg an allen bedeutenden Gefechten und Seeschlachten im Mittelmeer teil. Ab September 1943 operierte der Kreuzer mit den nun verbündeten Alliierten im Südatlantik. Nach dem Krieg übernahm ihn die Sowjetunion unter dem Namen Stalingrad und dann Kertsch als Reparationsleistung. Außer Dienst gestellt am 20. Februar 1959. |
| Eugenio di Savoia               | Gio. Ansaldo & C., Genua       | 6. Juli 1933     | 16. März 1935  | 16. Januar 1936  | Sie nahm im Zweiten Weltkrieg an allen bedeutenden Gefechten und Seeschlachten im Mittelmeer teil. Nach dem Krieg von Griechenland unter dem Namen Elli als Reparationsleistung übernommen. 1973 außer Dienst gestellt. |

## Technische Beschreibung

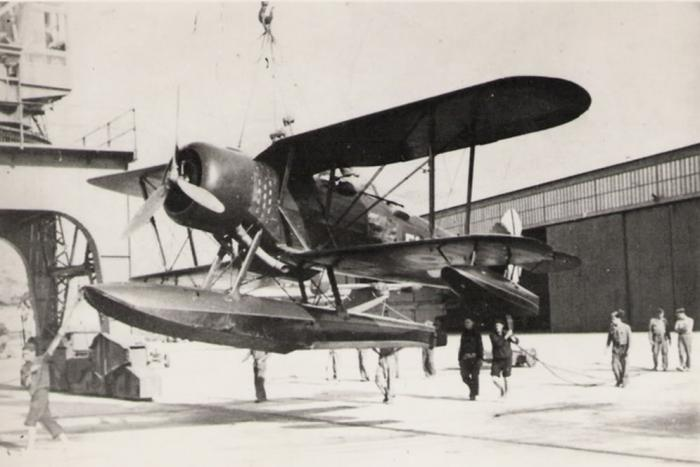
Bordflugzeug des Typs IMAM Ro.43

### Rumpf
Der Rumpf eines Kreuzers der Duca-d’Aosta-Klasse, unterteilt in wasserdichte Abteilungen, war über alles 186 Meter lang, 17,53 Meter breit und hatte bei einer Einsatzverdrängung von 10.540 Tonnen einen Tiefgang von 6,1 Metern.

#### Panzerung
Der Panzerschutz setzte sich aus einem 70 mm starken Gürtelpanzer sowie einem 35 mm starken Panzerdeck zusammen. Der Gefechtsstand, also die kleine Befehlszentrale im Brückenaufbau, von der im Notfall die wichtigsten Schiffssysteme gesteuert werden konnten, hatte einen Schutz von 100 mm und die Türme der Hauptartillerie 90 mm Stahl erhalten.

### Antrieb
Der Antrieb erfolgte durch sechs ölbefeuerte Dampferzeuger – Kessel des Yarrow-Typs, jeder untergebracht in einem Kesselraum – und zwei Getriebeturbinensätze (Parsons-Turbinen bei der Duca-d’Aosta und Belluzo-Turbinen bei der Eugenio Di Savoia) mit denen eine Gesamtleistung von 110.000 PS (80.905 kW) erreicht wurde. Diese gaben ihre Leistung an zwei Wellen mit je einer Schraube ab. Die Höchstgeschwindigkeit betrug 36,5 Knoten (68 km/h) und die maximale Fahrstrecke 3.900 Seemeilen bei 14 Knoten, wofür 1.200 Tonnen Schweröl gebunkert werden konnten.

### Bewaffnung

#### Artillerie
Die Artilleriebewaffnung bestand aus acht 15,2-cm-Geschützen mit Kaliberlänge 53 Modell 1929 von OTO in vier Doppeltürmen. Diese Geschütze waren in Schiffssmittellinie, je ein Paar vor bzw. auf dem Brückenaufbau und hinter bzw. auf dem achteren Deckshaus aufgestellt werden.

#### Flugabwehr
Zur Flugabwehr waren sechs 10-cm-Geschütze in Kaliberlänge 47 von OTO in Doppellafetten hinter dem zweiten Schornstein vorhanden. Des Weiteren acht 3,7-cm-Maschinenkanonen in Doppellafetten und zwölf 13,2-mm-Maschinengewehre Breda Modell 1931 ebenfalls in Doppellafetten.

#### Torpedos
Die Torpedobewaffnung bestand aus zwei, schwenkbaren, Dreifachtorpedorohrsätzen im Kaliber 53,3 cm, welche Torpedos des Typs Si 270/533.4 x 7.2 "M" verschossen. Diese waren beiderseits zwischen dem Flugzeugkatapult und dem vorderen Schornsteins untergebracht.

### Bordflugzeug
Zum Zwecke der Aufklärung verfügte die Klasse über zwei Bordflugzeug des Typs IMAM Ro.43. Dieses wurde über ein schwenkbares Flugzeugkatapult gestartet, welches sich zwischen ersten Schornstein und achterem Dreibeinmast befand. Bei ihrer Rückkehr landete die Maschine auf dem Wasser und wurde von einem am achteren Dreibeinmast befindlichen Derrickkran zurück auf das Schiff bzw. Katapult gehoben.

## Besatzung
Die Besatzung hatte eine Stärke von 551 Offizieren, Unteroffizieren und Mannschaften.